# 白秀燦
白秀燦（韓語：백수찬），韓國電視劇導演。

## 作品

### 電視劇
- 2000年：SBS《菜鳥》
- 2005年：SBS《香港特急》
- 2006年：SBS《遊戲女王》
- 2007年：SBS《黃金新娘》
- 2008年：SBS《老千》
- 2009年：SBS《Dream》
- 2010年：SBS《南瓜花純情》
- 2015年：SBS《看見味道的少女》
- 2016年：SBS《美女孔心》
- 2017年：SBS《再次重逢的世界》
- 2020年：SBS《Alice》
- 2023年：MBC《木偶的季節》

## 外部連結
- NAVER搜索 （页面存档备份，存于）